# Pfarrkirche Gnadenwald

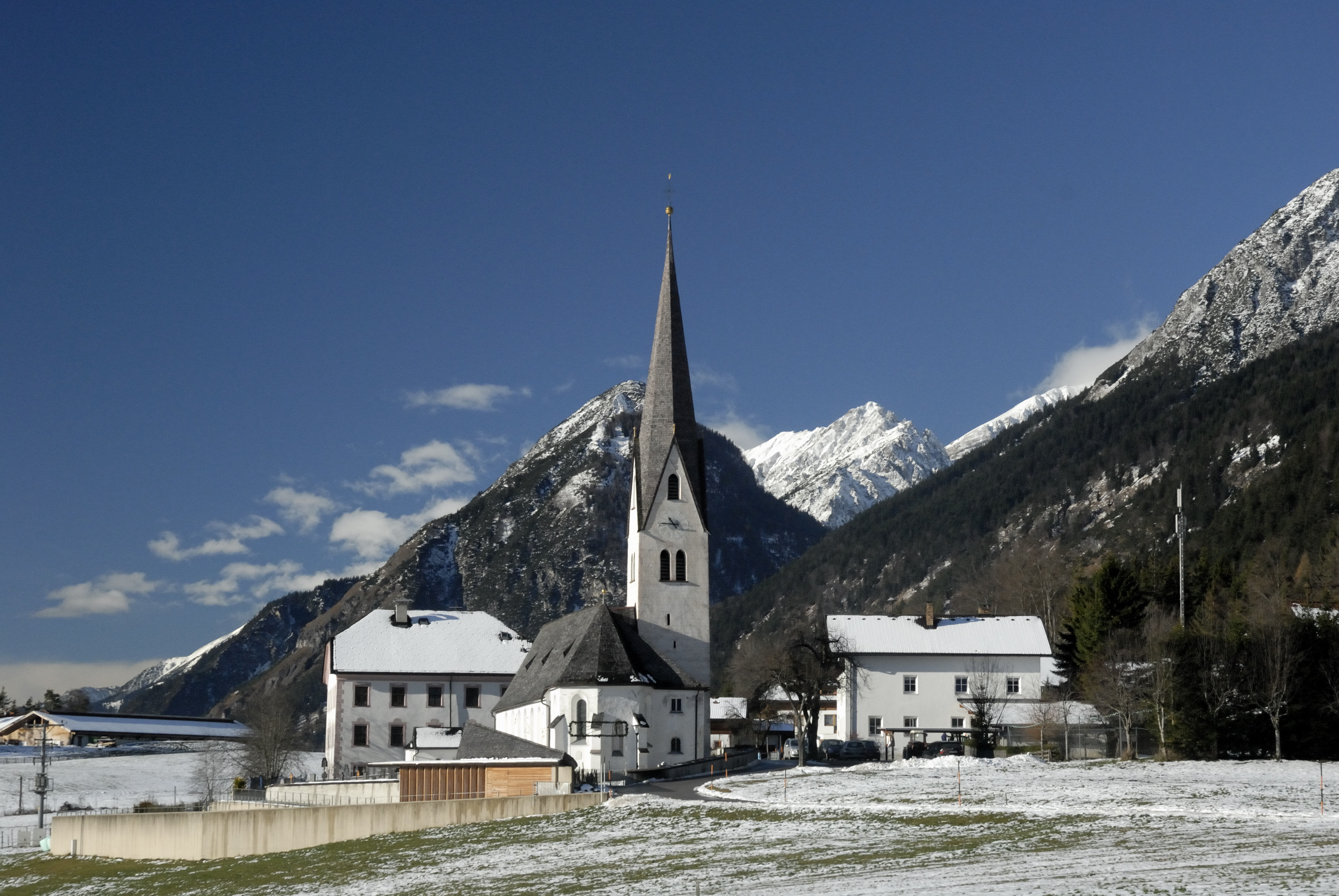
Katholische Pfarrkirche hl. Michael in Gnadenwald

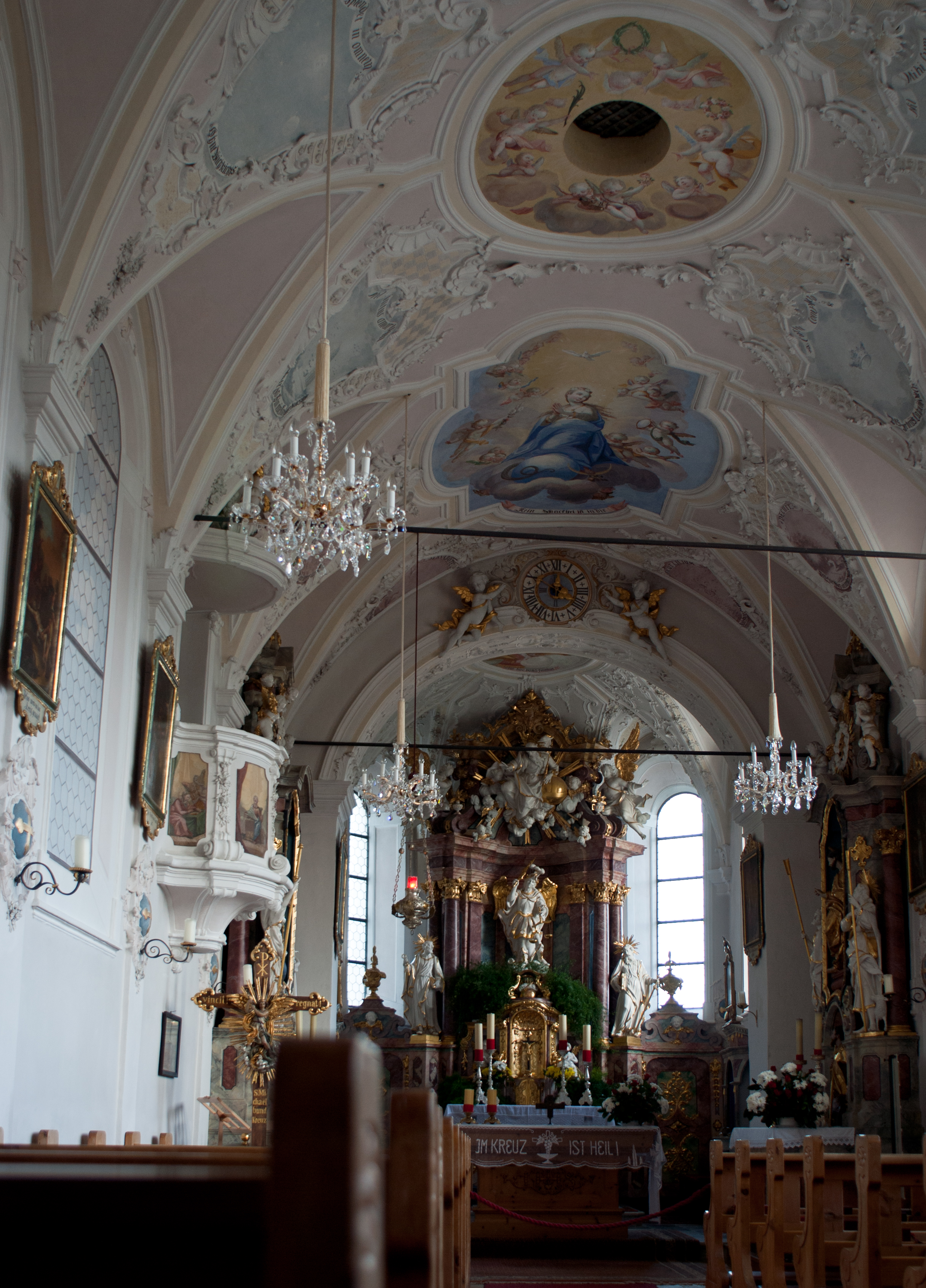
Langhaus, Blick zum Chor

Die römisch-katholische Pfarrkirche Gnadenwald steht im Kirchweilter St. Michael in der Gemeinde Gnadenwald im Bezirk Innsbruck-Land im Bundesland Tirol. Die dem Patrozinium hl. Michael unterstellte Pfarrkirche gehört zum Dekanat Hall in der Diözese Innsbruck. Die Kirche und der Friedhof stehen unter Denkmalschutz (Listeneintrag).

## Geschichte
Urkundlich wurde 1337 eine Kirche genannt. 1741 wurde eine Kuratie errichtet und durch den Pfarrer und Architekten Franz de Paula Penz die Kirche barockisiert und das Widum erbaut. 1825 wurde das Langhaus nach Westen um das Emporenjoch erweitert. Die Pfarre wurde 1891 gegründet. Die Kirche wurde 1929 restauriert, 1966/1967 der Turm.

## Architektur
Die Kirche zeigt sich außen noch wesentlich gotisch und wurde im Kircheninneren barockisiert. Die Dorfkirche ist von einem Friedhof umgeben.
Das Kirchenäußere zeigt ein Langhaus und einen eingezogenen Chor mit einem Fünfachtelschluss aus dem 15. Jahrhundert mit über Kaffgesimsen gestuften Strebepfeilern an den Ecken. Der Nordturm am Langhaus steht zwischen Sakristeianbauten unter Schleppdächern, die gekoppelten Schallfenster und die Giebelfenster des Spitzhelms sind spitzbogig. Die Chor- und die Langhausfenster sind barock ausgerundet, südseitig gibt es ein rundbogiges Seitenportal und darüber eine barocke Sonnenuhr. Die hochgiebelige Westfront hat ein abgekantetes Rundbogenportal mit einer Vorhalle auf zwei Pfeilern.
Das Kircheninnere zeigt ein tiefes Emporenjoch mit einer stützenlosen Empore und fünf Langhausjoche, das gotische Gewölbe wurde zu einer Stichkappentonne verschliffen, die Wände zeigen eine Pilastergliederung. Der Triumphbogen ist rundbogig. Im Chor links gibt es ein abgefastes Rundbogenportal zur alten Sakristei, darüber ein schmales Oratorium in einer nach außen vertieften Schildbogennische.
Die Früh-Rokoko-Stukkaturen aus 1741 wurden Kassian Singer zugeschrieben, siehe Pfarrkirche Sistrans. Am Triumphbogen befindet sich eine Uhr flankiert von einem Puttenpärchen. Die Deckenfresken schuf Anton Kirchebner 1740, die Darstellungen zeigen den thronenden hl. Michael, Maria Immaculata und die hl. Notburga über der Landschaft von Gnadenwald mit der Martin-, Michael- und Wiesenhofkapelle und von Landleuten verehrt. Im Langhaus gibt es unterschiedlich getönte Grisaille-Embleme an den Gewölbeanläufen, aus stilistischen Gründen wurde eine weitgehende Beteiligung des Sohnes Franz Xaver Kirchebner um 1770 angenommen.

## Einrichtung
Es gibt drei Frührokoko-Altäre von Stefan Föger um 1741.
Die Stationsbilder entstanden in der zweiten Hälfte des 18. Jahrhunderts. Das Heiliggrab schuf Josef Arnold der Ältere 1839.
Glocken: Schwazer Elferglocke mit Franciscus Giot (Gyot) und Johannes Reichart 1641. Sogenannte Thaurerin von Barthlmä Köttelath 1646. Eine kleine Glocke von Josef Georg Miller 1807.